# Hawstead
Hawstead – wieś w Anglii, w hrabstwie Suffolk. Leży 34 km na północny zachód od miasta Ipswich i 97 km na północny wschód od Londynu.